# Baxir Atamali
Baxir (Bashir) ou Buxera Atamali (Bushra al-Thamali) foi um comandante militar abássida e governador (uale ou emir) de Tarso e dos territórios fronteiriços com o Império Bizantino na Cilícia (Tugur Axamia) que esteve ativo nos reinados dos califas Almoctadir (r. 908–932) e Arradi (r. 934–940).

## Vida

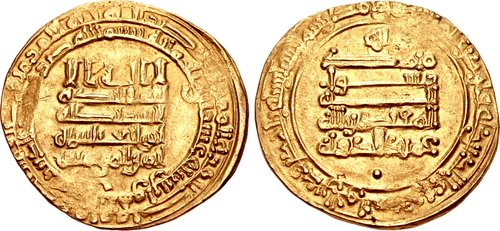
Dinar de ouro do califa Almoctadir r.

Em 925, serviu como o representante do governador de Tardo e dos territórios fronteiriços com o Império Bizantino na Cilícia, Tamal Aldulafi, durante a ausência do último em campanha contra os carmatas no Iraque. Ao lado do eunuco cortesão Mufli, supervisionou a troca de prisioneiros com os bizantino no rio Lamos em setembro-outubro de 925.
Por 938, serviu como governador, e novamente supervisionou a troca de prisioneiros com os bizantinos com ibne Uarca. Após 6 300 muçulmanos serem trocados pelo número equivalente de bizantinos, os bizantinos ainda mantiveram 800 prisioneiros muçulmanos, que foram resgatados pelos seis meses seguintes no rio Podando.